# Eliminatórias para o Campeonato Africano das Nações de 2021 – Grupo A
O grupo A das Eliminatórias para o Campeonato Africano das Nações de 2021 foi um dos doze grupos que definiram as equipes que se classificaram para o Campeonato Africano das Nações de 2021. Participaram quatro seleções: Mali, Guiné, Namíbia e o vencedor entre Libéria e Chade (vencedor da rodada preliminar).
As equipes jogaram uma contra a outra no formato todos contra todos entre novembro de 2019 e novembro de 2020.

## Classificação
| Pos. | Seleção  | Pts | J | V | E | D | GP | GC | SG  |
| ---- | -------- | --- | - | - | - | - | -- | -- | --- |
| 1    | Mali     | 13  | 6 | 4 | 1 | 1 | 10 | 4  | +6  |
| 2    | Guiné    | 11  | 6 | 3 | 2 | 1 | 8  | 5  | +3  |
| 3    | Namíbia  | 9   | 6 | 3 | 0 | 3 | 8  | 7  | 1   |
| 4    | ChadeCHA | 1   | 6 | 0 | 1 | 5 | 2  | 12 | −10 |

|         | MLI | GUI | NAM | CHA |
| ------- | --- | --- | --- | --- |
| Mali    |     | 2–2 | 1–0 | 3–0 |
| Guiné   | 1–0 |     | 2–0 | 1–0 |
| Namíbia | 1–2 | 2–1 |     | 2–1 |
| Chade   | 0–2 | 1–1 | 0–3 |     |

CHA
Em 22 de março de 2021, a CAF desclassificou a  Chade devido à interferência do governo no futebol. Como resultado disso, os dois jogos restantes envolvendo Chade - casa contra Namíbia e fora contra Mali, não serão disputados como programado e, eventualmente, serão atribuídos como vitórias por 3-0 para os oponentes do Chade (de acordo com as disposições dos Artigos 61 e 64 do regulamento da competição

## Partidas
| 11 de novembro de 2019 | Mali                             | 2–2 | Guiné                          |  |
| (UTC+0)                | Adama Traore 56' Sekou Koita 71' |     | Naby Keïta 66' Sekou Conde 74' |  |

| 11 de novembro de 2019 | Namíbia                                 | 2–1 | Chade                   |  |
| (UTC+2)                | Peter Shalulile 65' Chris Katjiukua 76' |     | Ezechiel N'Douassel 67' |  |

| 19 de novembro de 2019 | Chade | – | Mali |  |
|                        |       |   |      |  |

| 19 de novembro de 2019 | Guiné | – | Namíbia |  |
| (UTC+0)                |       |   |         |  |

| 31 de agosto de 2020 | Mali | – | Namíbia |  |
| (UTC+0)              |      |   |         |  |

| 31 de agosto de 2020 | Guiné | – | Chade |  |
| (UTC+0)              |       |   |       |  |

| 8 de setembro de 2020 | Namíbia | – | Mali |  |
| (UTC+2)               |         |   |      |  |

| 8 de setembro de 2020 | Chade | – | Guiné |  |
|                       |       |   |       |  |

| 5 de outubro de 2020 | Guiné | – | Mali |  |
| (UTC+0)              |       |   |      |  |

| 5 de outubro de 2020 | Chade | – | Namíbia |  |
|                      |       |   |         |  |

| 9 de novembro de 2020 | Mali | – | Chade |  |
| (UTC+0)               |      |   |       |  |

| 9 de novembro de 2020 | Namíbia | – | Guiné |  |
| (UTC+2)               |         |   |       |  |